# Mai 2015
Acest articol este generat integral pe baza informațiilor din articolul 2015 și este actualizat periodic de un robot.
 Editările făcute în articol vor fi șterse la următoarea actualizare! Dacă doriți să faceți modificări, editați articolul-sursă.

ianuarie -
februarie -
martie -
aprilie -
mai -
iunie -
iulie -
august -
septembrie -
octombrie -
noiembrie -
decembrie
Mai 2015 a fost a cincea lună a anului și a început într-o zi de vineri.

## Evenimente

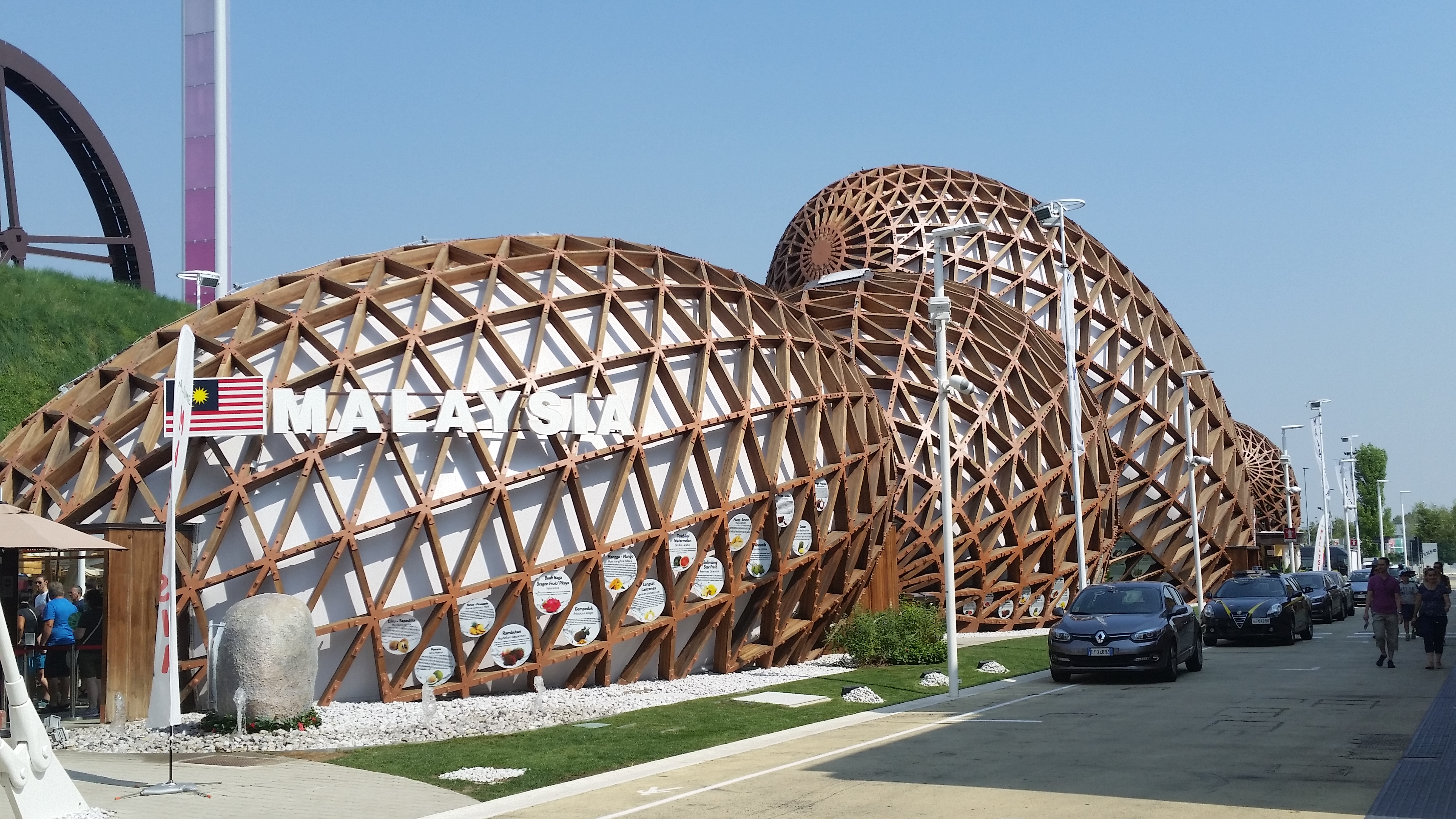
Expo 2015 se desfășoară în Milano, Italia - Pavilion de Malaysia

- 2 mai: Se naște al doilea copil al Prințului William, Duce de Cambridge, prințesa Charlotte de Cambridge, a patra în linia de succesiune la tronul britanic.
- 3 mai: Circa 10.000 de manifestanți au protestat în centrul Chișinăului față de „dispariția" unui miliard de dolari din seifurile a trei bănci din Republica Moldova.
- 5 mai: Organizația umanitară internațională „Salvați copiii”, anunță că zeci de imigranți s-au înecat în largul coastelor sudice ale Italiei în timp ce încercau să treacă Mediterana cu o ambarcațiune.
- 8 mai: Partidul Conservator din Regatul Unit condus de David Cameron a obținut majoritatea absolută în urma alegerilor legislative pentru Camera Comunelor.
- 12 mai: Un cutremur cu magnitudinea de 7,4 grade Richter s-a produs în Nepal, cu epicentrul la nord-est de Kathmandu, zona cea mai afectată de seismul din 25 aprilie. Și-au pierdut viața 8.520 oameni, iar 18.453 au fost răniți.
- 16 mai: Fostul președinte egiptean Mohamed Morsi și alți 105 membri ai Frăției Musulmane au fost condamnați la moarte pentru plănuirea unei evadări în masă dintr-o închisoare și violențele comise în timpul revoltei din 2011.
- 23 mai: La Viena, Austria, se desfășoară concursul muzical Eurovision 2015. Câștigătoare a fost desemnată Suedia, prin Måns Zelmerlöw. România a ocupat locul 15, fiind reprezentată de trupa Voltaj, cu melodia De la capăt.
- 24 mai: În al doilea tur al alegerilor prezidențiale din Polonia 51,55% din alegătorii îl votează pe Andrzej Duda în fața președintelui încă în exercițiu, Bronislaw Komorowski.[1]
- 27 mai: Șapte oficiali FIFA între care și vicepreședintele Jeffrey Webb sunt arestați în Elveția și acuzați de fapte de corupție între anii 1990 și prezent.[2] FIFA suspendă unsprezece oameni pentru implicare în scandalul de corupție.
- 29 mai: India se confruntă cu un val de căldură soldat deja cu 1.800 de morți, cel mai mare număr din ultimii 20 de ani.[3]
- 29 mai: Ministrul olandez de externe, Bert Koenders, a anunțat că a primit din partea Moscovei o listă cu circa 80 de politicieni din statele Uniunii Europene care au fost declarați indezirabili în Rusia, printre ei aflându-se și liderul grupului liberal din Parlamentul European, Guy Verhofstadt. Pe listă figurează și cinci români.

## Nașteri
Prințesa Charlotte de Cambridge, fiica Prințului William, Duce de Cambridge, strănepoata reginei Elisabeta a II-a.

## Decese
- 2 mai: Maia Plisețkaia, 91 ani, regizoare și maestră în balet, coregrafă, actriță și balerină rusă de etnie evreiască (n. 1925)
- 3 mai: Emil Pavelescu, 71 ani,  pictor român (n. 1944)
- 5 mai: Isai Cârmu, 78 ani, pictor, grafician și portretist din Republica Moldova (n. 1940)
- 7 mai: Cornel Mihulecea, 90 ani, inginer român (n. 1925)
- 8 mai: Myriam Yardeni, 83 ani, istorică evreică (n. 1932)
- 9 mai: Kenan Evren, 97 ani, politician turc, președinte al Turciei (1980-1989), (n. 1917)
- 11 mai: Jef Geeraerts, 85 ani, scriitor belgian (n. 1930)
- 14 mai: Cornelia Daneț (n. Demetrescu), 85 ani, pictoriță română (n. 1929)
- 14 mai: B. B. King (n. Riley B. King), 89 ani, cântăreț, compozitor și instrumentist afro-american (n. 1925)
- 15 mai: Renzo Zorzi, 68 ani, pilot italian de Formula 1 (n. 1946)
- 18 mai: Halldór Ásgrímsson, 67 ani, prim-ministru al Islandei (2004-2006), (n. 1947)
- 18 mai: Ana Barbu, 55 ani, interpretă de muzică populară din R. Moldova (n. 1959)
- 19 mai: Ahmad Alaskarov, 79 ani, fotbalist azer (n. 1935)
- 21 mai: Panaite C. Mazilu, 100 ani, inginer român (n. 1915)
- 23 mai: John Forbes Nash, 86 ani, matematician american (n. 1928)
- 23 mai: John Nash, matematician american (n. 1928)
- 24 mai: Tanith Lee, 67 ani, scriitoare britanică (n. 1947)
- 25 mai: Mary Ellen Mark, 75 ani, fotograf american (n. 1940)
- 26 mai: Petru Țaranu, 81 ani, publicist român (n. 1934)
- 28 mai: Hans Bender, 95 ani, scriitor și editor german (n. 1919)
- 29 mai: Laurica Lunca, 57 ani, handbalistă română (n. 1958)
- 29 mai: Betsy Palmer, 88 ani, actriță americană de film și televiziune (n. 1926)
- 30 mai: Vladimir Arnautović, 43 ani, baschetbalist și antrenor sârb (n. 1971)